# Sean Malone
Sean Malone, född 30 april 1995, är en amerikansk professionell ishockeyforward som är kontrakterad till Buffalo Sabres i National Hockey League (NHL) och spelar för Rochester Americans i American Hockey League (AHL).
Han har tidigare spelat för Nashville Predators i NHL; Chicago Wolves i AHL och Harvard Crimson i National Collegiate Athletic Association (NCAA) och Team USA i United States Hockey League (USHL).
Malone draftades av Buffalo Sabres i sjätte rundan i 2013 års draft som 159:e spelare totalt.

## Statistik
| 2010–2011   | Nichols Vikings        | CISAA       | 14  | 3  | 9  | 12  | 4   | 3  | 3 | 3 | 6 | 0 |
| 2011–2012   | Nichols Vikings        | CISAA       | 15  | 17 | 18 | 35  | 6   | 1  | 0 | 1 | 1 | 0 |
|             | Nichols Vikings        |             | 32  | 34 | 36 | 70  | —   | —  | — | — | — | — |
| 2012–2013   | Team USA               | USHL        | 15  | 5  | 8  | 13  | 17  | —  | — | — | — | — |
|             | U.S. National U18 Team |             | 50  | 16 | 17 | 33  | 19  | —  | — | — | — | — |
| 2013–2014   | Harvard Crimson        | NCAA        | 31  | 6  | 14 | 20  | 16  | —  | — | — | — | — |
| 2014–2015   | Harvard Crimson        | NCAA        | 21  | 8  | 10 | 18  | 12  | —  | — | — | — | — |
| 2015–2016   | Harvard Crimson        | NCAA        | 27  | 10 | 9  | 19  | 8   | —  | — | — | — | — |
| 2016–2017   | Buffalo Sabres         | NHL         | 1   | 0  | 0  | 0   | 0   | —  | — | — | — | — |
|             | Harvard Crimson        | NCAA        | 36  | 18 | 24 | 42  | 16  | —  | — | — | — | — |
| 2017–2018   | Rochester Americans    | AHL         | 73  | 12 | 10 | 22  | 29  | 3  | 0 | 2 | 2 | 0 |
| 2018–2019   | Rochester Americans    | AHL         | 38  | 4  | 9  | 13  | 4   | —  | — | — | — | — |
| 2019–2020   | Rochester Americans    | AHL         | 58  | 12 | 18 | 30  | 26  | —  | — | — | — | — |
| 2020–2021   | Nashville Predators    | NHL         | 1   | 0  | 1  | 1   | 2   | —  | — | — | — | — |
|             | Chicago Wolves         | AHL         | 23  | 5  | 10 | 15  | 38  | —  | — | — | — | — |
| 2021–2022   | Rochester Americans    | AHL         | 39  | 20 | 17 | 37  | 22  | 10 | 2 | 5 | 7 | 4 |
| 2022–2023   | Rochester Americans    | AHL         | 52  | 14 | 17 | 31  | 38  | —  | — | — | — | — |
| NHL totalt  | NHL totalt             | NHL totalt  | 2   | 0  | 1  | 1   | 2   | —  | — | — | — | — |
| AHL totalt  | AHL totalt             | AHL totalt  | 283 | 67 | 81 | 148 | 157 | 13 | 2 | 7 | 9 | 4 |
| NCAA totalt | NCAA totalt            | NCAA totalt | 115 | 42 | 57 | 99  | 52  | —  | — | — | — | — |

### Internationellt
| Källa: Uppdaterad: 2023-04-16 | Källa: Uppdaterad: 2023-04-16 | Källa: Uppdaterad: 2023-04-16 |         | Utv = Utvisningsminuter | Utv = Utvisningsminuter | Utv = Utvisningsminuter | Utv = Utvisningsminuter | Utv = Utvisningsminuter |
| År                            | Lag                           | Mästerskap                    | Matcher | Mål                     | Assists                 | Poäng                   | Utv                     |                         |
| ----------------------------- | ----------------------------- | ----------------------------- | ------- | ----------------------- | ----------------------- | ----------------------- | ----------------------- | ----------------------- |
| 2012                          | USA                           | Ivan Hlinka                   | 4       | 0                       | 1                       | 1                       | 2                       |                         |
| 2013                          | USA                           | U18-VM                        | 7       | 0                       | 1                       | 1                       | 0                       |                         |
| Junior totalt                 | Junior totalt                 | Junior totalt                 | 11      | 0                       | 2                       | 2                       | 2                       |                         |